# Henri Jules Jean Geoffroy
Henri Jules Jean Geoffroy (Marennes, 1850 ou 1853 - Paris, 1924) foi um pintor francês.
Seguiu de início os princípios do realismo, enfocando os pobres e excluídos. Mais tarde passou a incorporar elementos impressionistas abordando a temática das crianças e cenas domésticas. Suas pinturas decorativas oficiais são um pouco convencionais, mas são vívidas e sinceras.